# Раротонга (аеропорт)
Міжнародний аеропорт Rarotonga — аеропорт на Островах Кука. Є портом приписки компанії «Ейр Раротонга».

## Авіарейси і місця призначення
- Air New Zealand (Окленд, Крайстчерч, Лос-Анджелес, Сідней)
- Ейр Раротонга (Аітутакі, Атіу, Маніхікі, Мауке, Мангая, Мітіаро, Папеете)
- Ейр Таїті (Папеете)
- Пасифік Блю Ейрлайнз (Окленд)